# Муравьёвское сельское поселение (Омская область)
Муравьёвское се́льское поселе́ние — муниципальное образование в Называевском районе Омской области Российской Федерации.
Административный центр — село Муравьёвка.

## История
Статус и границы сельского поселения установлены Законом Омской области от 30 июля 2004 года № 548-ОЗ «О границах и статусе муниципальных образований Омской области».

## Население
| 2010 | 2011 | 2012 | 2013 | 2014 | 2015 | 2016 | 2017 | 2018 |
| ---- | ---- | ---- | ---- | ---- | ---- | ---- | ---- | ---- |
| 628  | ↘626 | ↘591 | ↘538 | ↘506 | ↘481 | →481 | ↘452 | ↗456 |
| 2019 | 2020 | 2021 | 2023 |      |      |      |      |      |
| ↘439 | ↘422 | ↘412 | ↘376 |      |      |      |      |      |

## Состав сельского поселения
| № | Населённый пункт | Тип населённого пункта       | Население |
| - | ---------------- | ---------------------------- | --------- |
| 1 | Богословка       | деревня                      | ↘41       |
| 2 | Кирей            | аул                          | ↘113      |
| 3 | Козловка         | деревня                      | ↘34       |
| 4 | Малая Сафониха   | деревня                      | ↘58       |
| 5 | Муравьёвка       | село, административный центр | ↘377      |

### Упразднённые населённые пункты
Деревня Ереминская База упразднена в мае 2020 года.